# Sân bay Murcia-San Javier
Sân bay Murcia-San Javier (IATA: MJV, ICAO: LELC) là một sân bay hỗn hợp dân dụng và quân sự ở San Javier, 17 dặm Anh về phía nam Murcia. Đơn vị vận hành là Aena (Aeropuertos Españoles y Navegación Aérea, hay Cục hàng không và Sân bay Tây Ban Nha), cảng vụ hàng không Tây Ban Nha.
Sân bay có thể tiếp nhận được máy bay cỡ lớn Boeing 757 hoặc 767. Nó đã được tuyên bố là sân bay loại 5 theo tiêu chuẩn IATA. Sân bay này là một điểm đến phổ biến của các hãng bay thuê chuyến.
Trong vài năm qua, Murcia đã trở thành sân bay bận rộn, nhờ sự xuất hiện của một số hãng hãng hàng không giá rẻ. Theo Aena, số hành khách đã tăng từ chỉ 88.608 năm 1995 lên 1.630.684 lượt khách trong năm 2009..

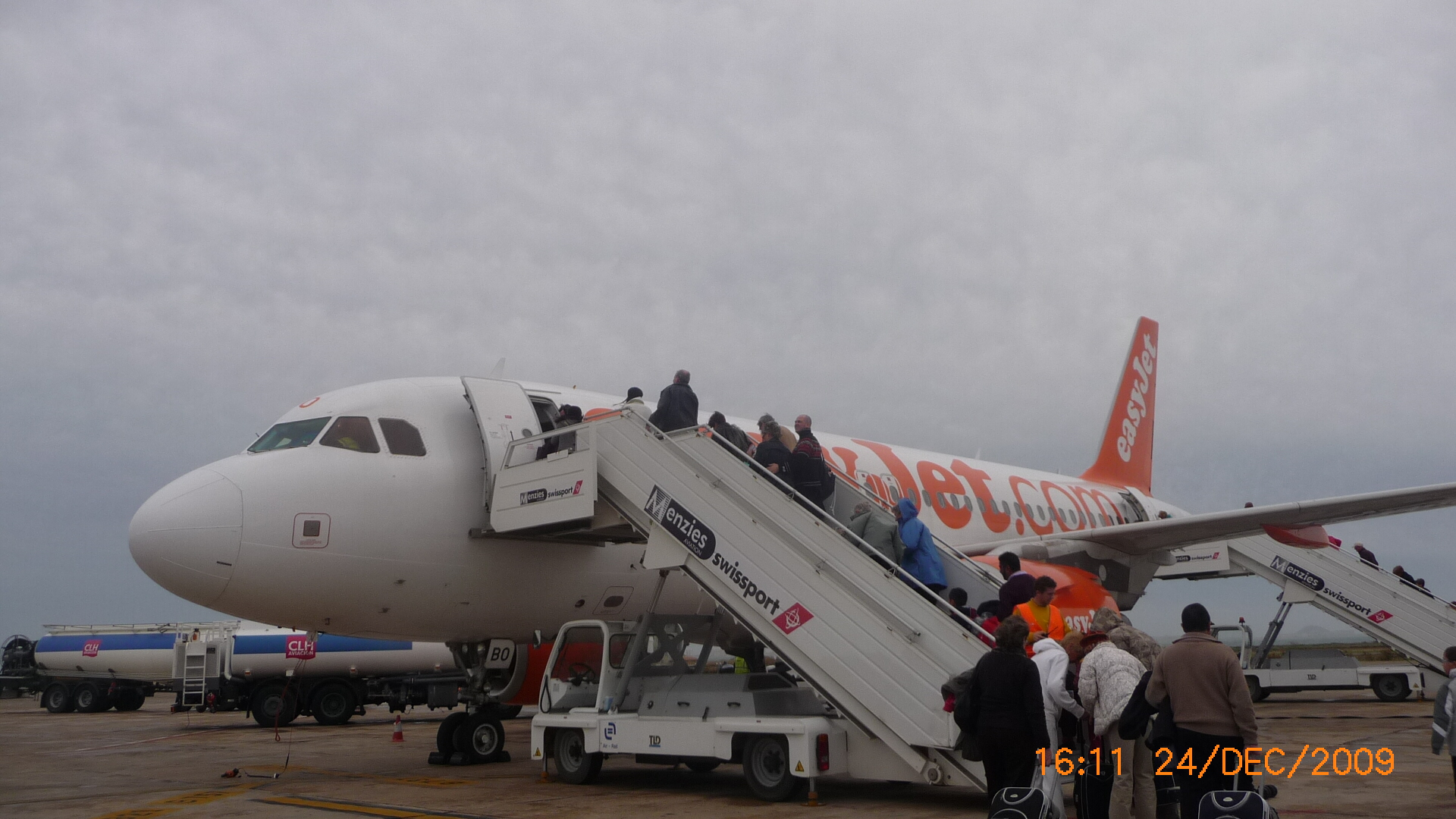
Một chiếc Airbus 319 của Easyjet Airbus 319 tại Murcia

Sân bay này cũng phục vụ cho du khách đến phía Nam của Costa Blanca, đặc biệt là thị trấn nghỉ mát như Torrevieja.

## Hãng hàng không và tuyến bay
| Hãng hàng không                 | Các điểm đến |
| ------------------------------- | --- |
| Bmibaby                         | Cardiff [ngừng vào ngày 30 tháng 9] Theo mùa: Birmingham, East Midlands [bắt đầu ngày 31 tháng 3 năm 2012] |
| EasyJet                         | London-Gatwick Theo mùa: Bristol |
| Iberia cung ứng bởi Air Nostrum | Madrid |
| Jet2.com                        | East Midlands [bắt đầu ngày 3 tháng 5 năm 2012], Leeds/Bradford, Manchester, Newcastle upon Tyne Seasonal: Belfast-International, Blackpool, Glasgow-International [bắt đầu ngày 29 tháng 3 năm 2012], Edinburgh |
| Jetairfly                       | Brussels South-Charleroi |
| Norwegian Air Shuttle           | Bergen, Oslo-Gardermoen, Stavanger, Trondheim |
| Ryanair                         | Dublin, London-Stansted Seasonal: Birmingham, Bournemouth, East Midlands, Glasgow-Prestwick, Leeds/Bradford, Liverpool, London-Luton                                                                             |